# Film sudafricani proposti per l'Oscar al miglior film straniero
A partire dal 1990, alcuni film sudafricani sono stati candidati al Premio Oscar nella categoria miglior film straniero.
Il Sudafrica ha vinto in totale una statuetta nel 2005 con il film Il suo nome è Tsotsi di Gavind Hood e ha ricevuto un'altra nomination l'anno precedente con il film Yesterday di Darrell Roodt; quest'ultimo è tra i pochi registi selezionati due volte, insieme a Oliver Schmitz e Jahmil X.T. Qubeka.
| Anno | Film                          | Lingua                                  | Regia                | Risultato     |
| ---- | ----------------------------- | --------------------------------------- | -------------------- | ------------- |
| 1990 | Mapantsula                    | Zulu, Afrikaans, Sotho del sud, Inglese | Oliver Schmitz       | Non candidato |
| 1998 | Paljas                        | Afrikaans                               | Katinka Heyns        | Non candidato |
| 2004 | Yesterday                     | Zulu                                    | Darrell Roodt        | Candidato     |
| 2005 | Il suo nome è Tsotsi (Tsotsi) | Zulu, Xhosa, Afrikaans, Inglese         | Gavin Hood           | Vincitore     |
| 2009 | Jerusalema                    | Afrikaans, Inglese, Tsotsitaal          | Ralph Ziman          | Non candidato |
| 2010 | White Wedding                 | Zulu, Xhosa, Afrikaans, Inglese         | Jann Turner          | Non candidato |
| 2011 | Life, Above All               | Sotho del nord                          | Oliver Schmitz       | Short-list    |
| 2012 | Skoonheid                     | Afrikaans                               | Oliver Hermanus      | Non candidato |
| 2013 | Little One                    | Zulu                                    | Darrell Roodt        | Non candidato |
| 2014 | Four Corners                  | Afrikaans                               | Ian Gabriel          | Non candidato |
| 2015 | Elelwani                      | Venda                                   | Ntshavheni wa Luruli | Non candidato |
| 2016 | Thina Sobabili: The Two of Us | Zulu                                    | Ernest Nkosi         | Non candidato |
| 2017 | Call Me Thief                 | Afrikaans                               | Daryne Joshua        | Non candidato |
| 2018 | The Wound                     | Xhosa                                   | John Trengove        | Short-list    |
| 2019 | Sew the Winter to My Skin     | Afrikaans, xhosa, inglese               | Jahmil X.T. Qubeka   | Non candidato |
| 2020 | Knuckle City                  | Xhosa                                   | Jahmil X.T. Qubeka   | Non candidato |
| 2021 | Toorbos                       | Afrikaans                               | Rene van Rooyen      | Non candidato |
| 2022 | Barakat                       | Afrikaans, inglese                      | Amy Jephta           | Non candidato |

| Non candidato | Il film è stato proposto dal Sudafrica, ma non è stato candidato dall'Academy of Motion Picture Arts and Sciences. |
| Short-list    | Il film è entrato nella "short-list" stilata a gennaio dei nove candidati per l'Oscar al miglior film straniero.   |
| Candidato     | Il film è entrato a far parte dei cinque candidati per l'Oscar al miglior film straniero.                          |
| Vincitore     | Il film ha vinto l'Oscar al miglior film straniero.                                                                |